# Domenico Gilardi
Domenico Gilardi (Доменико Жилярди, Montagnola, Lugano, 4 de junho de 1785 – Milão, 26 de fevereiro de 1845) foi um arquiteto suíço neoclassicista. Passou a maior parte da sua vida na Rússia, principalmente em Moscovo, cidade sobre a qual construiu numerosos edifícios após o incêndio de 1812, em particular os mais antigos edifícios neoclássicos da Universidade de  Moscovo, rua Mokhovaïa, em frente à praça de Manège, o Palácio da Sloboda, no estilo império, o Instituto Catherine, numerosos hotéis particulares, entre outros.

## Obras
- Mausoléu do príncipe Volkonskij (Suchanovo, perto de Moscovo, 1812)
- Kremlin de Moscovo: Campanário de Ivan Velikij (Moscovo, 1813-1817)
- Casa Lunin (Praça de Nikitskie Vorota, 1814-1822)
- Universidade Estatal de Moscovo (sede da rua Mokhovaya, 1817-1819)
- Instituto Catherine (Praça Suvorov, 1818-1824)
- Casa da viúva (Praça Kudrinskaya, 1818-1823)
- Casa Gagarin (rua Povarskaya 25, 1820-1822)[3]
- Propriedade Golicyn de Kuzminki (1820-1832)[4]
- Mecenato do Orfanato de Moscovo (rua Solyanka 14a, 1823-1826)
- Palácio Slobodskoy (Lefortovo, 1826-1832)
- Casa Usachev (rua Zemlyanoy Val, 1829-1831)